# Dinámica oceánica
La dinámica oceánica define y describe el movimiento de los océanos, las olas, las mareas y las corrientes marinas.

## Introducción
Considerando la temperatura y el movimiento del océano se pueden diferenciar 3 capas distintas:
- La capa mixta superficial.
- El océano superior (por encima de la termoclina).
- El océano profundo.

La capa mixta es la más cercana a la superficie y puede variar su grosor desde los 10 a los 500 metros. Esta capa tiene características tales como la temperatura, la salinidad y el oxígeno disuelto que son uniformes con la profundidad, lo que refleja una historia de la turbulencia activa (la atmósfera tiene una capa de límite planetaria análoga). En las latitudes subtropicales esta capa tiene el mayor grosor en el invierno tardío como resultado de las tormentas del invierno y el enfriamiento de la superficie y mucho más delgada en verano. Su dinámica es gobernada por la mezcla de turbulencias así como por el bombeo de Ekman, que realizan intercambios con la atmósfera colindante, y con la advección horizontal.
El océano superior, caracterizado por temperaturas calientes y un movimiento activo, varía en profundidad desde los 100 metros o menos en las zonas tropicales y los océanos del este, hasta los 800 metros en los océanos subtropicales occidentales. Esta capa intercambia características tales como calor y agua dulce con la atmósfera en períodos de varios años. Debajo de la capa mixta el océano superior es gobernado generalmente por las relaciones hidrostáticas y geostróficas. Las excepciones incluyen las zonas tropicales profundas y las regiones costeras.
El océano profundo es frío y oscuro, con velocidades generalmente débiles (aunque existen áreas limitadas de esta capa que se sabe tienen recirculaciones significativas). El océano profundo se suministra de agua del océano superior solamente en algunas regiones geográficas limitadas, como el Atlántico Norte subpolar y varias regiones de hundimiento alrededor del antártico. Debido a esta débil fuente de agua al océano profundo la duración de la residencia media del agua en esta capa
es de centenares de años. En el océano profundo las relaciones hidrostáticas y geostróficas también son generalmente válidas y la mezcla es generalmente débil.

## Ecuaciones primitivas
La dinámica del océano es gobernada por las ecuaciones de Newton. Del movimiento según lo expresado para un elemento de fluido localizado en (x, y, z) en la superficie de nuestro planeta giratorio y moviéndose a una velocidad relativa (u, v, w) respecto de esa superficie:
- la ecuación del momento zonal será:

{\displaystyle {\frac {Du}{Dt}}=-{\frac {1}{\rho }}{\frac {\partial p}{\partial x}}+fv+{\frac {1}{\rho }}{\frac {\partial \tau _{x}}{\partial z}}}
- la ecuación del momento meridional será:

{\displaystyle {\frac {Dv}{Dt}}=-{\frac {1}{\rho }}{\frac {\partial p}{\partial y}}-fu+{\frac {1}{\rho }}{\frac {\partial \tau _{y}}{\partial z}}}
- la ecuación del momento vertical será (se considera que el océano está en equilibrio hidrostático):

{\displaystyle {\frac {\partial p}{\partial z}}=-\rho g}
- la ecuación de continuidad (considera que el océano es incompresible):

{\displaystyle {\frac {\partial u}{\partial x}}+{\frac {\partial v}{\partial y}}+{\frac {\partial w}{\partial z}}=0}
- la ecuación de temperatura:

{\displaystyle {\frac {\partial T}{\partial t}}+u{\frac {\partial T}{\partial x}}+v{\frac {\partial T}{\partial y}}+w{\frac {\partial T}{\partial z}}=Q}.
- la ecuación de salinidad:

{\displaystyle {\frac {\partial S}{\partial t}}+u{\frac {\partial S}{\partial x}}+v{\frac {\partial S}{\partial y}}+w{\frac {\partial S}{\partial z}}=(E-P)S(z=0)}.
Donde "u" es la velocidad zonal, "v" es la velocidad meridional, "w" es la velocidad vertical, "p" es la presión, "ρ" es la densidad, "T" es la temperatura, "S" es la salinidad, "g" es la aceleración de la gravedad, "τ" es la fuerza del viento, y "f" es el parámetro de Coriolis. "Q" es el calor que entra al océano, y "P-E" es el agua dulce que entra al océano.

## Dinámica de la capa mixta
La dinámica de la capa mixta es muy complicada, no obstante en algunas regiones son posibles algunas simplificaciones. El transporte horizontal debido al viento en la capa superficial es descrito aproximadamente por la dinámica de la capa de Ekman en la cual la difusión vertical de momentos equilibra el efecto de Coriolis y la fuerza del viento. Este transporte de Ekman se superpone en el flujo geostrófico asociado a los gradientes horizontales de la densidad.

## Dinámica del océano superior
Las convergencias y las divergencias horizontales dentro de la capa mixta debidas, por ejemplo, a la convergencia del transporte de Ekman imponen un requisito que consiste en que el océano debajo de la capa mixta debe mover las partículas de fluido verticalmente. Pero una de las implicaciones de la relación geostrófica es que la magnitud del movimiento horizontal debe exceder con gran diferencia la magnitud del movimiento vertical. Así las velocidades verticales débiles asociadas a la convergencia del transporte de Ekman (medida en metros por día) causan movimiento horizontal con velocidades de 10 centímetros por segundo o más. La relación matemática entre las velocidades verticales y horizontales puede ser obtenida a partir de la idea de la conservación del momento angular para un fluido en una esfera giratoria.
Esta relación (con un par de aproximaciones adicionales) la conocen los oceanógrafos como la relación de Sverdrup. Entre sus implicaciones se tiene que la convergencia horizontal del transporte de Ekman se ha observado que ocurre en el Atlántico Norte y Pacífico subtropical y fuerzan el flujo en dirección sur a través del interior de estos dos océanos. Las corrientes occidentales que bordean (la corriente del Golfo y la corriente de Kuroshio) existen para devolver agua a latitudes
- Datos: Q7076138